# Dactylaria leptospermi
Dactylaria leptospermi är en svampart som beskrevs av J.A. Cooper 2005. Dactylaria leptospermi ingår i släktet Dactylaria, ordningen disksvampar, klassen Leotiomycetes, divisionen sporsäcksvampar och riket svampar.   Inga underarter finns listade i Catalogue of Life.